# FOB (scheepvaart)

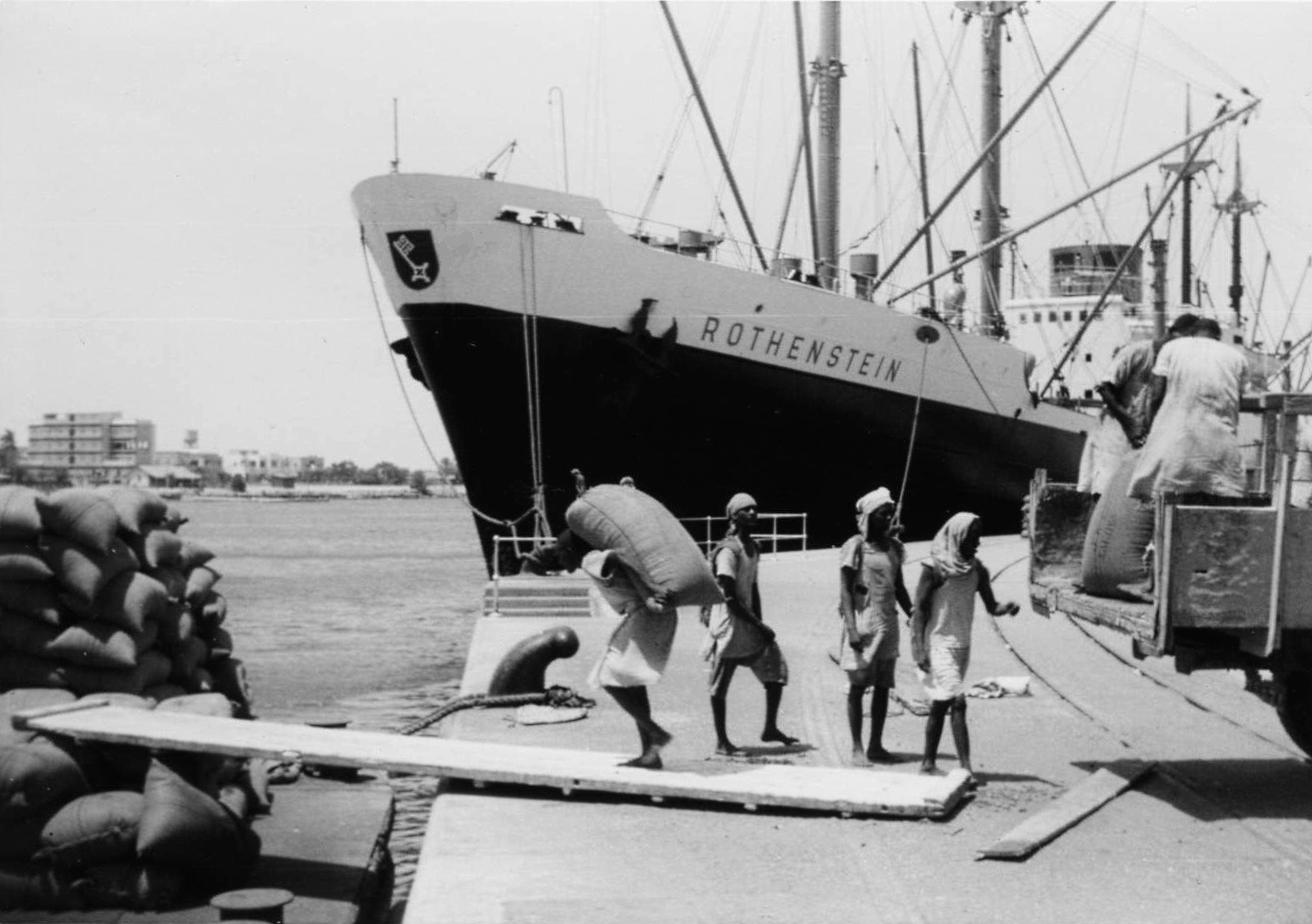
Goederen worden geladen door havenarbeiders

FOB (Free On Board) is een term in het internationale handelsrecht waarin wordt gespecificeerd op welk punt respectieve verplichtingen, kosten en risico's bij de levering van goederen verschuiven van de verkoper naar de koper volgens de Incoterms 2020-norm gepubliceerd door de Internationale Kamer van Handel. FOB wordt alleen gebruikt in niet-gecontaineriseerde zeevracht of binnenvaart. FOB-voorwaarden definiëren geen eigendomsoverdracht van de goederen.
De term FOB wordt ook gebruikt, in modern binnenlandse verzendingen binnen de Verenigde Staten, voor het beschrijven van het punt waarop de verantwoordelijkheid van de verkoper vervalt voor de verzendkosten.
Eigendom van een lading is onafhankelijk van de incoterms. In de internationale handel, wordt eigendom van de lading gedefinieerd door de vrachtbrief of de luchtvrachtbrief.

## Incoterms
Onder de Incoterms 2020, gepubliceerd door de International Chamber of Commerce, wordt FOB enkel gebruikt in zee transport en staat voor "Free On Board". De term wordt altijd in combinatie gebruikt met een laadhaven.
"FOB-haven" betekent dat de verkoper betaalt voor het transport van de goederen naar de laadhaven, plus laadkosten. De koper betaalt de kosten van zeevrachttransport, verzekering, lossing en transport van de aankomsthaven naar de eindbestemming. Het doorgeven van risico's doet zich voor wanneer de goederen aan boord in de laadhaven worden geladen. "FOB Vancouver" geeft bijvoorbeeld aan dat de verkoper betaalt voor het transport van de goederen naar de haven van Vancouver en de kosten van het laden van de goederen op het vrachtschip (dit omvat binnenlands vervoer, inklaring, origin documentatie kosten, overliggeld in voorkomend geval, verwerkingskosten, in dit geval Vancouver). De koper betaalt alle kosten na dat moment, inclusief lossen. De verantwoordelijkheid voor de goederen ligt bij de verkoper totdat de goederen aan boord van het schip worden geladen. Zodra de lading aan boord is, neemt de koper het risico.

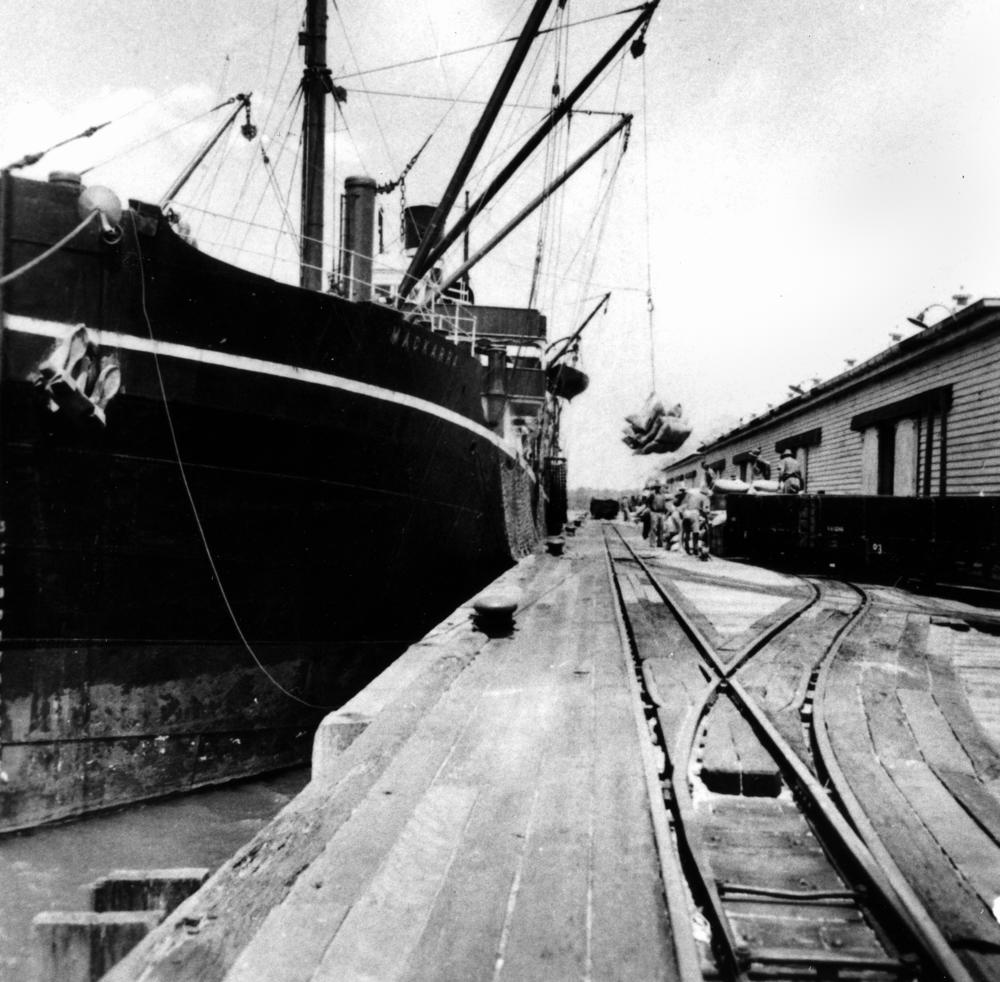
Schip aan de kade aan het laden

Het gebruik van "FOB" is ontstaan in de dagen van zeilschepen. Toen het ICC zijn richtlijnen voor het gebruik van de term voor het eerst in 1936 schreef, was de scheepsrail nog steeds relevant, omdat goederen vaak met de hand over de rail werden gepasseerd. In 1954, in het geval van Pyrene Co. Ltd. v. Scindia Steam Navigation Co. Ltd., beschreef Justice Devlin, die zich uitsprak over een zaak met betrekking tot aansprakelijkheid onder een FOB-contract, de situatie aldus:
Alleen de meest enthousiaste advocaat kon met genoegen kijken naar het schouwspel van aansprakelijkheden die ongemakkelijk verschoven toen de lading aan het einde van een boortoren zweefde over een denkbeeldige loodlijn die uitsteekt vanaf de scheepsrail.
In het moderne tijdperk van containervervoer is de term 'scheepsrail' enigszins archaïsch voor handelsdoeleinden, omdat bij een verzegelde transportcontainer er geen manier is om vast te stellen wanneer schade is opgetreden nadat de container is verzegeld. De normen hebben dit opgemerkt. Incoterms 1990 vermeld,
Wanneer de scheepsrail geen praktisch doel dient, zoals in het geval van roll-on-roll-off of containerverkeer, is de FCA-term meer geschikt om te gebruiken.
Incoterms 2000 heeft de formulering aangenomen,
Als de partijen niet van plan zijn de goederen over de scheepsrail te leveren, moet de FCA-term (free carrier) worden gebruikt.

De zin die de scheepsrail passeert, is niet meer in gebruik en is in de herziening van 2010 uit de FOB-incoterm geschrapt.
Vanwege mogelijke verwarring met het binnenlandse Noord-Amerikaanse gebruik van "FOB", wordt het aanbevolen om het gebruik van incoterms expliciet te specificeren, samen met de editie van de standaard. Bijvoorbeeld: "FOB New York (Incoterms 2020)". Incoterms zijn van toepassing op zowel de internationale handel als de binnenlandse handel, vanaf de herziening van 2010.

## Noord-Amerika
In Noord-Amerika wordt FOB geschreven in een verkoopovereenkomst om te bepalen waar de verantwoordelijkheid voor de aansprakelijkheid voor de goederen van de verkoper naar de koper wordt overgedragen. FOB staat voor "Free On Board" oftewel er is geen regelitembetaling door de koper voor de kosten van het ophalen van de goederen op het transport. Er zijn twee mogelijkheden: "FOB-oorsprong" of "FOB-bestemming". "FOB-oorsprong" betekent dat de overdracht plaatsvindt zodra de goederen veilig aan boord van het transport zijn. "FOB-bestemming" betekent dat de overdracht plaatsvindt op het moment dat de goederen uit het transport op de bestemming worden verwijderd. "FOB-oorsprong" (ook soms geformuleerd als "FOB-verzending" of "FOB-verzendpunt") geeft aan dat de verkoop als compleet wordt beschouwd op het verzendhaven van de verkoper, en dus is de koper van de goederen verantwoordelijk voor vrachtkosten en aansprakelijkheid tijdens transport. Met "FOB-bestemming" is de verkoop compleet voor de deur van de koper en is de verkoper verantwoordelijk voor vrachtkosten en aansprakelijkheid tijdens het transport
De twee termen hebben een specifieke betekenis in het handelsrecht en kunnen niet worden gewijzigd. Maar de FOB-termen hoeven niet te worden gebruikt en zijn dat vaak ook niet. In dit geval kunnen de specifieke voorwaarden van de overeenkomst sterk variëren, met name welke partij, koper of verkoper betaalt voor de laad- en verzendkosten en / of waar de verantwoordelijkheid voor de goederen wordt overgedragen. Het laatste onderscheid is belangrijk voor het bepalen van de aansprakelijkheid of het risico van verlies voor verloren of beschadigde goederen tijdens het transport van de verkoper naar de koper.
Bijvoorbeeld, een persoon in Miami die apparatuur van een fabrikant in Chicago koopt, zou bijvoorbeeld een prijsopgave van "$ 5000 FOB Chicago" kunnen ontvangen, wat zou betekenen dat de koper verantwoordelijk zou zijn voor de verzending van Chicago naar Miami. Als dezelfde verkoper een prijsopgave van '$ 5000 FOB Miami' heeft uitgegeven, dekt de verkoper de verzending naar de locatie van de koper.
Internationale zendingen maken meestal gebruik van "FOB" zoals gedefinieerd door de Incoterms-normen, waarbij het altijd staat voor "Free On Board". Binnenlandse zendingen binnen de Verenigde Staten of Canada gebruiken vaak een andere betekenis, specifiek voor Noord-Amerika, wat niet strookt met de normen van de Incoterms.
Noord-Amerikaans FOB-gebruik komt ongeveer als volgt overeen met Incoterms:
| Noord-America                                                | Incoterms       |
| ------------------------------------------------------------ | --------------- |
| FOB-verzendpunt of FOB-verzendpunt, vracht verzamelen        | FCA verzendpunt |
| FOB-verzendpunt, vracht vooruitbetaald                       | CPT bestemming  |
| FOB-bestemming of FOB-bestemming, vooraf betaald voor vracht | DAP bestemming  |

Een verwante maar afzonderlijke term "CAP" ("customer-arranged pickup") wordt gebruikt om aan te geven dat de koper een vervoerder naar keuze zal regelen om de goederen op te halen bij de verkoper, en de aansprakelijkheid voor enige schade of verlies behoort toe aan de koper.
Hoewel FOB al lang in de terminologie van het verkoopcontract wordt vermeld als ''Vracht Aan Boord", moet dit worden vermeden omdat het niet precies voldoet aan de betekenis van het acroniem zoals aangegeven in de UCC.
Soms wordt FOB in de verkoop gebruikt om commissie te behouden door de externe verkoopvertegenwoordiger. Het is onduidelijk waar dit vandaan kwam.

## Rekening en verificatie (FOB)

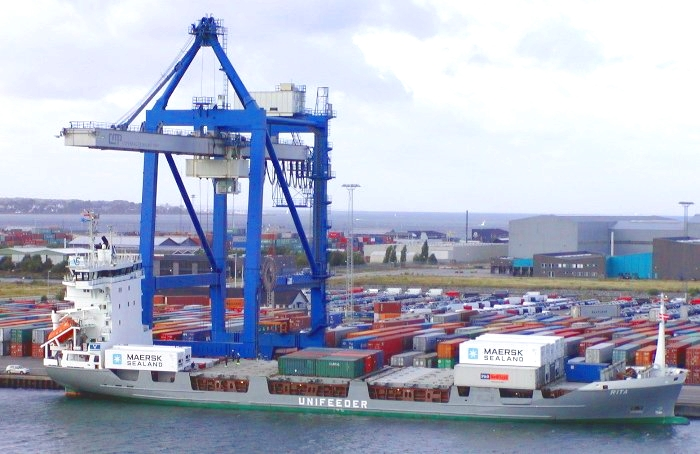
Container schip wordt geladen

In het verleden bepaalde het FOB-punt wanneer de titel werd overgedragen voor goederen. Bijvoorbeeld, aan het einde van het jaar en het einde van de periode verschijnen goederen onder doorvoer onder "FOB-bestemming" (Noord-Amerikaans gebruik) op de balans van de verkoper, maar niet in de balans van de koper, aangezien het risico en de voordelen van eigendom veranderen voor de koper op het moment "haven van bestemming.
Het is veel gemakkelijker om te bepalen wanneer de titel wordt overgedragen door te verwijzen naar de overeengekomen voorwaarden en bepalingen van de transactie: meestal gaat de titel over met risico van verlies. De overdracht van de titel kan plaatsvinden op een ander tijdstip (of evenement) dan de FOB-verzendtermijn. De eigendomsoverdracht is het inkomstenelement dat bepaalt wie de goederen bezit en welke waarde van toepassing is.
Wanneer invoerprijzen de grens van een land bereiken om het andere land binnen te komen, onder de voorwaarden van FOB-bestemming, zijn verschuldigd bij de douanehaven van het land van bestemming.
Met de komst van e-commerce vinden de meeste commerciële elektronische transacties plaats onder de voorwaarden van "FOB verzendpunt" of "FCA verzendpunt".

## "Freight On Board"
Sommige bronnen beweren dat FOB staat voor "Vracht Aan Boord". Wat niet het geval is. De term "Vracht Aan Boord" wordt niet vermeld in eender welke versie van de Incoterms, en wordt niet gedefinieerd door de Uniform Commercial Code in de Verenigde Staten van Amerika. Verder is in het Amerikaanse rechtssysteem gebleken dat "Vracht aan boord" geen erkende bedrijfstermijn is. Het gebruik van de term "Vracht aan boord" in contracten zal daarom zeer waarschijnlijk tot verwarring leiden.